# Antoni Angle Roca
Antoni Angle Roca (Barcelona, Barcelonès, 1924 - Sabadell, Vallès Occidental, 4 de juny de 2012) va ser un pintor de Sabadell, un dels membres fundadors del Grup Gallot.

## Biografia[2]
Es va formar amb el pintor sabadellenc Narcís Giró, junt amb Josep Llorenç, i va començar la seva trajectòria als anys quaranta. Va formar part, el grup El Cenacle.
La primera exposició que es coneix on va participar, l'any 1949, és una petita col·lectiva a l'Acadèmia de Belles Arts de Sabadell, on mostraria la seva obra repetidament durant els anys cinquanta. També va prendre part en la tradicional mostra col·lectiva organitzada per l'Acadèmia de Belles Arts de Sabadell durant la Festa Major de la ciutat del 1950. Tres anys més tard, prenia part en l'exposició del concurs no professional i al 1955 en la Segona Biennal de Belles Arts, tots dos esdeveniments organitzats per la mateixa entitat. Posteriorment, al 1959, va presentar una exposició individual a l'Acadèmia i va participar en la quarta edició de la Biennal de Belles Arts.
Fora de la seva ciutat natal, l'any 1955 es va presentar a la tercera edició de la Bienal Hispanoamericana de Barcelona i el 1959 va anar a París, on va entrar en contacte amb l'avantguarda artística europea.
A finals dels cinquanta va formar part dels impulsors i col·laboradors de la revista Riutort. Així mateix, va formar part del grup inicial de la Sala d'Art Actual de l'Acadèmia de Belles Arts (1955), junt amb Joaquim Montserrat, Mateo Alberca, Alfons Borrell, Manel Costa i Joan Josep Bermúdez. Des del juny de 1959 va exposar-hi regularment, tant en mostres col·lectives com individuals, com la que va presentar el gener de 1959.
L'agost de 1960, junt amb Joaquim Montserrat, va fer una acció pictòrica al passeig de la Plaça Major de Sabadell com a inauguració de l'exposició conjunta que presentaven a l'Acadèmia de Belles Arts, que va representar el precedent del que seria el grup Gallot. En contacte amb el polonès Gabriel Morvay, i a París amb Larionov i Natlja Goncarova, el grup Gallot donà lloc el 1960 a l'art-esdeveniment. Després de manifestacions de pintura efectuades al carrer, a París, a la porta del Louvre, els Gallot feren enormes composicions a la plaça d'Urquinaona i a la plaça de Catalunya, de Barcelona.
Posteriorment Antoni Angle va tornar a una pintura més tradicional, tant pel que fa als aspectes formals, i adoptà el llenguatge figuratiu, com a la temàtica, condicionat entre d'altres per la necessitat econòmica. L'any 1971 va participar en el Saló d'Art biennal que organitzava l'Acadèmia de Belles Arts de Sabadell, i aconseguí un premi especial. L'any 1980 mostrava la seva obra a la galeria Tot Art i el 1983 a la galeria Intel·lecte, totes dues de Sabadell i el 1988 va exposar a la galeria Negre-Art de Sabadell. En aquell moment Angle pintava diferents temes, tant figura com paisatge, natures mortes i vistes anteriors.
Antoni Angle també va ser mestre de molts pintors de la seva ciutat natal, com ara Agustí Puig, Josep Vilalta o Tino Izquierdo.
La col·lecció del Museu d'Art de Sabadell té obres d'Antoni Angle, de cronologies diverses. Hi són representades tant la pintura gestual i d'acció de finals dels cinquanta i principis del seixanta com dels paisatges i retrats de finals dels seixanta i principis dels setanta però no té cap obra posterior.

## Exposicions

### Exposicions individuals
- 1959. Acadèmia de Belles Arts de Sabadell.[3]
- 1980. Galeria Tot Art, Sabadell.[8]
- 1983. Galeria Intel·lecte, Sabadell.[9]
- 1985. Galeria Intel·lecte, Sabadell.[10]
- 1988. Galeria Negre Art, Sabadell.[11]
- 1995. Alliance Française, Sabadell.[12]
- 1998. Alliance Française. Sabadell.[13]
- 2007. Acadèmia de Belles Arts, Sabadell.[14]

### Exposicions col·lectives
- 1950. Acadèmia de Belles Arts de Sabadell.[3]
- 1954. Exposició del concurs no professional, Acadèmia de Belles Arts de Sabadell.[3]
- 1955. Segona Biennal de Belles Arts, Caixa d'Estalvis de Sabadell.[3]
- 1958. Acadèmia de Belles Arts de Sabadell.[3]
- 1959. Quart Saló Biennal de Belles Arts, Caixa d'Estalvis de Sabadell.[3]
- 1964. Col·lectiva sabadell.[15]
- 1971. Saló d'Art biennal de l'Acadèmia de Belles Arts de Sabadell.
- 1979. Col·lectiva de pintors sabadellencs. Fons d'Art del Vallès, Sabadell.[16]
- 1988. Fons d'art de la Fundació Amics de les Arts i de les Lletres de Sabadell.[17]
- 1989. El claustre vist per 38 artistes. Sala Capitular del Reial Monestir de Sant Cugat del Vallès.[18]